# Sandgräsfjäril
Sandgräsfjäril, Hipparchia semele, är en fjäril som hittas på öppna sandiga marker, i norra Europa gärna kustnära, under juli till september. När fjärilen vilar sitter den alltid med sammanslagna vingar, ofta på marken eller tallstammar, och är då mycket välkamouflerad.

## Utseende

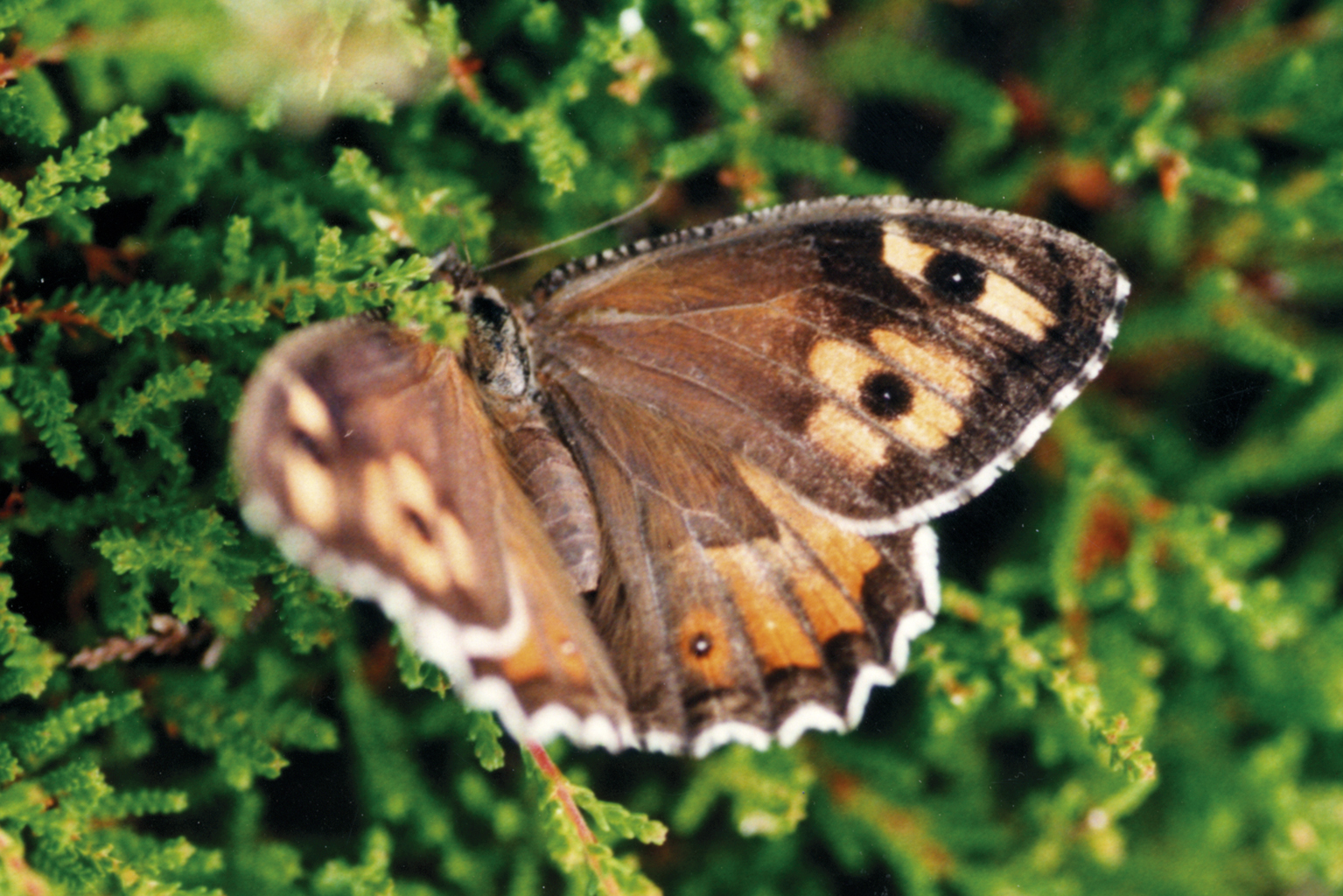
Ovansidan på sandgräsfjäril, troligen en hona.

Sandgräsfjärilens vingspann varierar mellan 36 och 55 millimeter. Hanen är på ovansidan ljusbrun med ett par mörkbruna ögonfläckar på framvingen och en på bakvingen. Mot ytterkanterna är vingarna ljusorange, tydligast på bakvingen. Honan är mörkare brun än hanen och hennes ögonfläckar är oftast tydligare. Hon har på både fram- och bakvingen ett bredare tvärgående ljusorange till gult band, mörkare orange på bakvingen. Undersidan är lika hos könen. Framvingen är orange med två brunsvarta ögonfläckar. Framhörnet och framkanten på framvingen är mönstrade som bakvingen med en mosaik av olika bruna, grå och vita nyanser. Detta mönster är ett bra kamouflage när framvingen hålls dold. Blir fjärilen skrämd höjer den framvingen något och visar ögonfläckarna för att skrämma angriparen.
Larven är längsgående randig i olika bruna och gråbruna nyanser. Den blir upp till 3 centimeter lång.

## Levnadssätt
Denna fjäril, liksom alla andra fjärilar, genomgår under sitt liv fyra olika stadier; ägg, larv, puppa och fullvuxen (imago). En sådan förvandling kallas för fullständig metamorfos.
Flygtiden, den period när fjärilen är fullvuxen, infaller i juli till september. Under flygtiden parar sig fjärilarna och honan lägger äggen ett och ett på grässtrån. Ur ägget kläcks larven. Värdväxter, de växter larven lever på och äter av, är olika gräs till exempel i rörsläktet, elmsläktet och tåtelsläktet. Larven växer inte färdigt den första sommaren utan övervintrar, äter och växer ytterligare nästa vår och förpuppas i juni. Efter 4-5 veckor kläcks den fullbildade fjärilen ur puppan och en ny flygtid börjar.

### Habitat
Fjärilens habitat, den miljö den lever i, är torra soliga marker så som strandängar, hedar och bergssluttningar.

## Utbredning
Sandgräsfjärilens utbredningsområde är i Europa och södra Ryssland. I Norden förekommer den längs kusterna i Danmark, södra Norge, södra Finland samt södra Sverige upp till Uppland.